# Sihodahoda
Sihodahoda is een bestuurslaag in het regentschap Padang Lawas Utara van de provincie Noord-Sumatra, Indonesië. Sihodahoda telt 716 inwoners (volkstelling 2010).